# Бердичевський Сергій Ілліч
Бердичевський Сергій Ілліч («Максим Петрович», «Ёлкин») (1882, Олександрівськ, Катеринославська губернія — не раніше 1937) — політичний діяч, член Української Центральної Ради.
Освіта вища (юридична та філологічна).
Член Російської соціал-демократичної робітничої партії з 1902 р. Належав до меншовицької фракції.
У 1917 р. — член виконавчого комітету Київської ради робітничих депутатів. Обраний членом Української Центральної Ради від росіян. Брав участь у київському Всеукраїнському з'їзді рад робітничих, селянських і солдатських депутатів 4-6 грудня 1917 р. у Києві, який підтвердив повноваження Української Центральної Ради та відкинув претензії більшовиків на владу в Україні. Кандидат у депутати Українських Установчих Зборів по Київській губернії за списком Української партії соціалістів-революціонерів та Української Селянської Спілки.
Після Української революції 1917—1921 рр. працював юрисконсультом ЦК Спілки металістів. У травні 1923 р. засуджений на 3 роки. За іншими даними, вперше був заарештований у травні 1924 р. З березня 1928 р. перебував у засланні у Шадринську.
Працював завідувачем кафедри іноземних мов інституту імені М.Калініна у Саратові. Заарештований 17 лютого 1935 р. Звинувачений у зв'язках з меншовиками та антирадянській діяльності. Засуджений до заслання на 5 років. Знову заарештований 4 червня 1937 р. як член контрреволюційної меншовицької організації. Засуджений до 10 років ув'язнення без права листування. Подальша доля невідома.
Реабілітований прокуратурою Саратовської області 20 вересня 1989 р.